# Vincent Teresa
Vincent „Fat Vinnie“ Charles Teresa (* 1930; † 1990) war ein US-amerikanischer Mobster der La Cosa Nostra und war in den 1960er Jahren ein hochrangiges Mitglied der Patriarca-Familie in Boston. Bekannt wurde er durch seine Aussagebereitschaft gegenüber der Polizei nach seiner Verhaftung und seinem Buch My Life In The Mafia.

## Leben

### Frühe Jahre
Bereits Vincenti Teresa, der Großvater von Vincent Teresa, soll Mitglied der ursprünglichen Mafia auf Sizilien gewesen sein. 1895 wanderte dieser in die USA aus, um einer Mordanklage zu entgehen. Im westlichen Vorort Revere (Massachusetts) von Boston wurde er der Verantwortliche der dortigen „streetcrew“ der La Cosa Nostra. Mit seinen Schlägern trieb er „Schutzgeld“ ein.
Cosmo Teresa, der Vater von Vincent, wurde kein Mobster, sondern arbeitete als Lastwagenfahrer und Bauarbeiter oder später im Handel mit Geflügel.
Bereits als Zwölfjähriger verübte er seinen ersten Einbruch, um Spielschulden begleichen zu können. Er wurde dabei ertappt, aber nur geringfügig bestraft. Trotz zahlreicher erfolgreicher weiterer Einbrüche in der Folgezeit, geriet Teresa in die Hände von Kredithaien („loansharks“). Bis zu seinem 16. Lebensjahr hatte er bei 12 Einbrüchen rund 5.000 US-Dollar erbeutet, die aber nicht ausreichten, seine Schulden zu begleichen. Er wurde von der Schule verwiesen und heuerte im November 1945 als Koch auf einem US-Zerstörer an.

### Bandenkriminalität
Im Februar 1948 wurde er wegen schlechter Führung abgemustert. Er kehrte nach Boston zurück und heiratete seine Jugendliebe Blanche. Im Hauptberuf arbeitete er als Fahrer für eine Spedition, nutzte allerdings diese Tätigkeit aus, um Einbruchsmöglichkeiten zu erkunden.
Ein alter Schulfreund überredete ihn dazu, ihm beim Scheckbetrug zu unterstützen. Durch den Kontakt zu einem Drucker konnten falsche Schecks produziert werden, die mit Hilfe falscher Führerscheine als Legitimationsausweis in Supermärkten etc. als Zahlungsmittel verwendet wurden. Auf diese Weise ergaunerte die Bande eine Summe von 500.000 US-Dollar, bis ein unzufriedenes Bandenmitglied vor der Polizei aussagte. Teresa wurde zu 18 Monaten Gefängnis verurteilt, die zur Bewährung ausgesetzt wurden.
Vincent Teresa schloss sich danach einer Bande bewaffneter Tresorknacker an, die in Massachusetts erfolgreich vier Banken ausräumte. Teresa verließ jedoch die Bande und verübte mit einigen alten Schulkameraden Überfälle auf illegale Spielkasinos. Nach drei Monaten erwischten sie bei ihrem Überfall allerdings ein Kasino, das durch „Mike the Wiseguy“ kontrolliert wurde. Dieser gehörte zu Führungsschicht der La Cosa Nostra in Boston. Der Bestrafung entgingen Teresa und seine Freunde dadurch, dass ein Onkel Teresas, der selbst Mafia-Mitglied war, eine Begnadigung erreichen konnte.

### Patriarca-Familie
Vincent Teresa zog es nun vor, wie sein Onkel für den Mob in Boston zu arbeiten, die unter ihrem Boss Raymond Patriarca als Patriarca-Familie klassifiziert wurde. Patriarca war einer von 12 Bossen, die in der „Commission“ des National Crime Syndicate Sitz und Stimme hatten. Im Sinne des Schutzes nach unten durch die Omertà bekam Teresa seine Befehle nie direkt durch seinen obersten Boss, sondern durch den Capo Enrico „Henry“ Tameleo.

„Jeder einzelne ist eine Wand, die den Kerl weiter oben schützt. Angenommen, Sie wollen mit Tameleo ein Geschäft machen. Mit Tameleo kann man (direkt) kein Geschäft machen. Man muss mit jemanden weiter unten das Geschäft machen. Wir stellen uns jetzt eine Wand vor. Wenn Sie zu mir kommen, bin ich die Wand. Weiter kommen Sie nicht. Wenn ich mit Ihnen ein Geschäft mache und danach mit Tameleo, würden Sie nie davon erfahren. Sie können mich der Polizei ausliefern, aber nie Tameleo, weil ich nicht reden würde …“

Durch Zufall kannte Teresa Tameleo aus seiner Jugendzeit, weshalb er bald als Protegé von Tameleo galt. Im Speziellen war Teresa in betrügerische Bankrotte, bei denen vorher Darlehen erschwindelt worden waren, und Hehlerei verwickelt. So wurden z. B. bei Spielzeugfirmen von einer neuen Firma Ware bestellt und zunächst auch bezahlt und Geschäftsgebäude und Ware wurden hoch versichert.

„Wir verkauften vor dem Weihnachtsbetrieb, so viel wir konnten, und engagierten dann einen guten Spezialisten für Brandstiftung. Wenn dann das Haus abgebrannt war, kassierten wir die Versicherung und erklärten uns für bankrott.“

Das „Office“ manipulierte auch Sportwetten. Teresa und andere Mobster bestachen Footballspieler und brachten Hunde- und Pferderennen unter Kontrolle. Teresas Aufgabe dabei war es, die Trainer und Stallburschen zu bestechen, damit diese aus den Ställen verschwanden. Dann konnten Pferde durch Drogen manipuliert oder Jockeys bestochen werden. Damit war die Aufgabe nicht beendet, da Urinproben der Rennpferde vor der Dopingkontrolle durch unverfängliche ausgetauscht werden mussten.
Danach wurde Teresa vor allem im Wertpapierschwindel und in den Spielbanken eingesetzt. Insbesondere organisierte er Fahrten von Spielern zu abgelegenen Kasinos („Junkets“), wo diese in Ruhe, in der Regel durch Falschspiel, ausgenommen werden konnten. Durch Spielschulden gefügig gemacht, konnten diese häufig dazu gebracht werden, gefälschte Wertpapiere zu erwerben und in Umlauf zu bringen.
Durch diese illegalen Aktivitäten ergaunerte das „Office“ von Enrico „Henry“ Tameleo schätzungsweise 700 Mio. US-Dollar. Geschützt wurden der „Mob von New England“ dabei durch bestochene Polizisten, die sich zu Weihnachten ihre Geldtüten abholten. Allerdings wurde das Treiben im „Office“ seit 1962 durch die Bundespolizei FBI abgehört. Am 6. Oktober 1966 wurde der Killer Joseph „Das Tier“ Barboza, ein Kollege Teresas, verhaftet. Diese Verhaftung führte zu einer Kettenreaktion, bei der Barboza Geständnisse ablegte (im Mafiajargon: zum „Pentito“ wurde) und letztendlich auch Tameleo und Patriarca verhaftet wurden. Patriarca wurde 1968 wegen Anstiftung zum Mord zu fünf Jahren Gefängnis verurteilt und Tameleo wurde zum Tode verurteilt.

„Als Tameleo und Patriarca nicht mehr da waren, war ich vogelfrei.“

### Kronzeuge gegen die Mafia
Bald darauf wurde auch Vincent Teresa verhaftet und 1969 zu 20 Jahren Gefängnis verurteilt. Er folgte dem Beispiel von Barboza, den er ursprünglich im Auftrag von Patriarca ermorden sollte, wurde ebenfalls ein „Pentito“ und einer der begehrtesten Kronzeugen der US-amerikanischen Justizgeschichte.
Er gab u. a. zu, die Key Biscayne Bank des Exil-Kubaners Charles Rebozo, ein Vertrauensmann des US-Präsidenten Richard Nixon, welcher unter diesem einen hochdotierten Posten im Gesundheitsministerium bekommen hatte, zur Geldwäsche benutzt zu haben.
1973 versuchte die US-amerikanische Justiz letztmals Meyer Lansky gerichtlich zu belangen und klagte diesen u. a. wegen Steuerhinterziehung an.

“It was a known fact among the  criminal underworld that dealing with Al Malnik was the same as dealing with  Meyer Lansky...”

„Es war ein bekannter Umstand in der kriminellen Unterwelt, dass Geschäfte mit Al Malnik Geschäfte mit Meyer Lansky waren...“

Lansky, der während des Verfahrens Herzprobleme hatte, wurde freigesprochen, da sich die Jury uneinig über die belastende Zeugenaussage von Vincent Teresa war, da dessen Glaubwürdigkeit und Reputation durch seine Mitgliedschaft in der Patriarca-Familie von Boston als fragwürdig galt.
Der mit 135 Kilogramm Körpergewicht stark übergewichtige Vincent Teresa starb 1990 an Nierenversagen.